# Visoka svećenica (Tarot)
Visoka svećenica ili Papisa (eng. High Priestess ili Popess), jedna od 78 karata tarot špila i jedna od 22 karte Velike Arkane. Odgovara broju dva i hebrejskom slovu bet.